# ニコライ・ノヴォシリツェフ
ニコライ・ニコラエヴィチ・ノヴォシリツェフ伯爵（ロシア語:Николай Николаевич Новосильцев；ラテン文字表記の例:Nikolai Nikolaevich Novosiltsev、1761年 - 1836年）は、帝政ロシアの政治家、貴族。

## 概要
裕福な貴族の私生児として生まれる。1783年から1796年まで軍務に就く。この間、1794年に起きたコシチュシュコの反乱では鎮圧に加わっている。1796年に退役し、ロンドンに在住した。
パーヴェル・ストロガノフ伯爵とは姻戚関係にあり、この関係も背景にあって、ロシア皇帝アレクサンドル1世の治世当初、皇帝の「若き友人」の一人として改革を企図し皇帝の非公式な諮問機関である秘密委員会に参加した。
1803年、ロシア科学アカデミー総裁に就任する。その後、司法大臣や法制委員会議長を歴任し、アレクサンドル1世の外遊にも随行した。1805年には自由文学愛好科学芸術協会名誉会員に選出されている。
1804年から1815年にかけて外交官として西欧列強と渡り歩き、この間、ワルシャワ大公国、後にロシア帝国の一部となったポーランド立憲王国総督として、アレクサンドル1世の弟でポーランド副王のコンスタンチン・パヴロヴィチ大公を補佐しロシア化政策を断行し、ポーランド独立運動を抑圧した。
1832年には国家評議会議長、大臣委員会議長を歴任。秘密警察であるオフラーナの組織化を指導した。1835年伯爵に叙爵される。